# Элмс, Фредерик
Фре́дерик Элмс (англ. Frederick Elmes; род. 4 ноября 1946, Маунтин-Лейкс, Нью-Джерси) — американский кинооператор. Двукратный лауреат премии «Независимый дух» за лучшую операторскую работу.

## Биография
Родился 4 ноября 1946 года в городе Маунтин-Лейкс, штат Нью-Джерси. Обучался фотографии в Рочестерском технологическом институте, затем прослушал курсы в Американском институте киноискусства в Лос-Анджелесе (окончил в 1972) и на факультете кино и телевидения Университета Нью-Йорка (окончил в 1975).
Знакомый Элмса по Американскому институту киноискусства режиссёр Дэвид Линч пригласил оператора в свой фильм «Голова-ластик» (1977). После этого Элмс и Линч вместе работали ещё на двух фильмах — «Синий бархат» (1986) и «Дикие сердцем» (1990).
Также Элмс известен по сотрудничеству с Джимом Джармушем («Ночь на Земле» (1991), «Кофе и сигареты: Где-то в Калифорнии» (1993), «Сломанные цветы» (2005) и «Патерсон» (2016)) и Энгом Ли («Ледяной ветер» (1997) и «Халк» (2003)) и работе в таких фильмах, как «Настоящий гений» (1985), «Аллан Куотермейн и потерянный город золота» (1986) и «Кинси» (2004).
Член Американского общества кинооператоров с 1993 года.

## Избранная фильмография
- 1970 — Уличная сцена / Street Scenes
- 1977 — Голова-ластик / Eraserhead
- 1986 — Синий бархат / Blue Velvet
- 1986 — Аллан Куотермейн и потерянный город золота / Allan Quatermain and the Lost City of Gold
- 1987 — Рай / Heaven
- 1990 — Дикие сердцем / Wild at Heart
- 1991 — Ночь на Земле / Night on Earth
- 1993 — Кофе и сигареты: Где-то в Калифорнии / Coffee and Cigarettes: Somewhere in California
- 1995 — Безрассудные / Reckless
- 1997 — Ледяной ветер / The Ice Storm
- 2000 — Недотёпы / Chain of Fools
- 2003 — Халк / Hulk
- 2003 — Кофе и сигареты / Coffee and Cigarettes
- 2004 — Кинси / Kinsey
- 2005 — Сломанные цветы / Broken Flowers
- 2008 — Нью-Йорк, Нью-Йорк / Synecdoche, New York
- 2009 — Война невест / Bride Wars
- 2009 — Братья / Brothers
- 2012 — Прощальный квартет / A Late Quartet
- 2013 — Рога / Horns
- 2016 — Патерсон / Paterson
- 2016 — Однажды ночью / The Night Of (4 серии)
- 2018 — Призрачная башня / The Looming Tower (4 серии)
- 2019 — Мёртвые не умирают / The Dead Don’t Die

## Награды
- 1987 — Лауреат Бостонского общества кинокритиков за лучшую операторскую работу в фильме «Синий бархат»[4]
- 1991 — Лауреат премии «Независимый дух» за лучшую операторскую работу в фильме «Дикие сердцем»[4]
- 1993 — Лауреат премии «Независимый дух» за лучшую операторскую работу в фильме «Ночь на Земле»[4]